# East Granby
East Granby est une ville située dans le comté de Hartford, dans l'État du Connecticut (États-Unis). Lors du recensement de 2010, East Granby avait une population totale de 5 148 habitants.

## Géographie
Selon le Bureau du Recensement des États-Unis, la superficie de la ville est de 17,67 milles carrés (45,77 km2), dont 17,56 milles carrés (45,48 km2) de terres et 0,10 milles carrés (0,26 km2) de plans d'eau, soit 0,6 %.

## Histoire
East Granby devient une municipalité en 1858, lorsqu'elle se sépare de Granby.

## Démographie
D'après le recensement de 2000, il y avait 4 745 habitants, 1 848 ménages, et 1 354 familles dans la ville. La densité de population était de 104,8 hab/km2. Il y avait 1 903 maisons avec une densité de 42,0 maisons/km2. La composition ethnique de la population était : 95,60 % blancs ; 1,37 % noirs ; 0,13 % amérindiens ; 1,05 % asiatiques ; 0,00 % natifs des îles du Pacifique ; 0,65 % des autres races ; 1,20 % de deux ou plus races. 1,52 % de la population était hispanique ou Latino de n'importe quelle race.
Il y avait 1 848 ménages, dont 35,6 % avaient des enfants de moins de 18 ans, 62,8 % étaient des couples mariés, 7,5 % avaient une femme qui était parent isolé, et 26,7 % étaient des ménages non-familiaux. 22,1 % des ménages étaient constitués de personnes seules et 8,1 % de personnes seules de 65 ans ou plus. Le ménage moyen comportait 2,57 personnes et la famille moyenne avait 3,04 personnes.
Dans la ville la pyramide des âges était 26,1 % en dessous de 18 ans, 4,5 % de 18 à 24, 30,9 % de 25 à 44, 27,1 % de 45 à 64, et 11,4 % qui avaient 65 ans ou plus. L'âge médian était 39 ans. Pour 100 femmes, il y avait 96,8 hommes. Pour 100 femmes de 18 ans ou plus, il y avait 95,8 hommes.
Le revenu médian par ménage de la ville était 68 696 dollars US, et le revenu médian par famille était $77 621. Les hommes avaient un revenu médian de $48 992 contre $37 450 pour les femmes. Le revenu par habitant de la ville était $30 805. 1,5 % des habitants et 0,9 % des familles vivaient sous le seuil de pauvreté. 0,6 % des personnes de moins de 18 ans et 3,2 % des personnes de plus de 65 ans vivaient sous le seuil de pauvreté.
| 1860 | 1870 | 1880 | 1890 | 1900 | 1910 |
| ---- | ---- | ---- | ---- | ---- | ---- |
| 833  | 853  | 754  | 661  | 684  | 797  |

| 1920  | 1930  | 1940  | 1950  | 1960  | 1970  |
| ----- | ----- | ----- | ----- | ----- | ----- |
| 1 056 | 1 003 | 1 225 | 1 327 | 2 434 | 3 532 |

| 1980  | 1990  | 2000  | 2010  | - | - |
| ----- | ----- | ----- | ----- | - | - |
| 4 102 | 4 302 | 4 745 | 5 161 | - | - |